# Encyclia betancourtiana
Encyclia betancourtiana là một loài thực vật có hoa trong họ Lan. Loài này được Carnevali & I.Ramírez mô tả khoa học đầu tiên năm 2004.